# Circuito San Juan Villicum
O Circuito San Juan Villicum é um autódromo localizado na província de San Juan na Argentina. O circuito é no sentido anti-horário, com 4.300 metros de comprimento com sete voltas para a direita e dez para a esquerda. Os contornos ondulados foram criados artificialmente com mais de 700.000 metros cúbicos de terra.
O evento de corrida inaugural foi em 14 de outubro de 2018 com o Campeonato Mundial de Superbike para motocicletas. A primeira corrida de automóveis ocorreu em 18 de novembro do mesmo ano com o Turismo Carretera e TC Pista.